# Karabin wyborowy

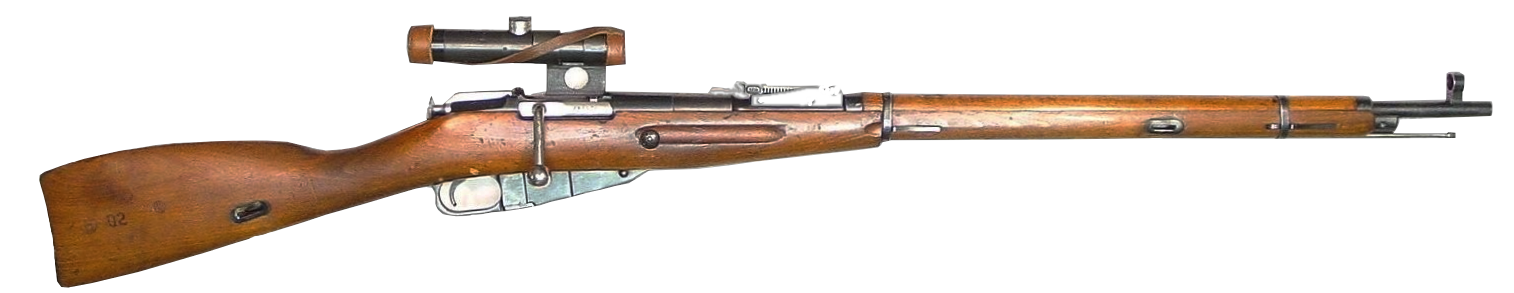
Wersja wyborowa karabinu Mosin 1891/30 z okresu II wojny światowej

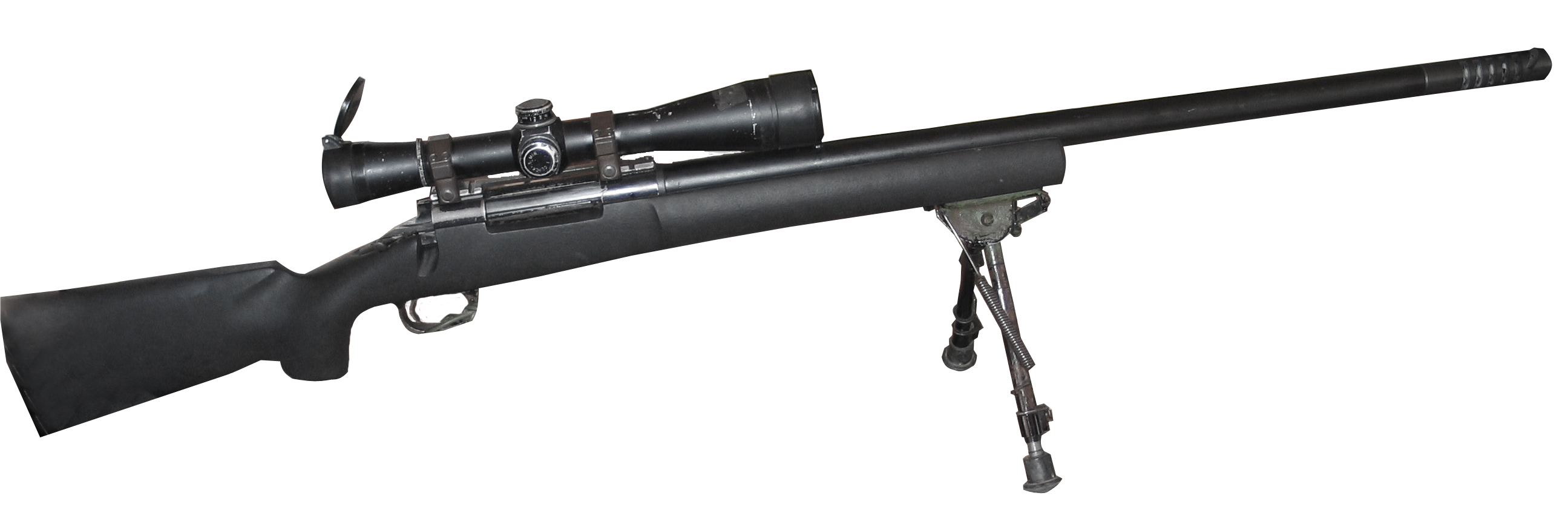
Powtarzalny karabin wyborowy M24 SWS

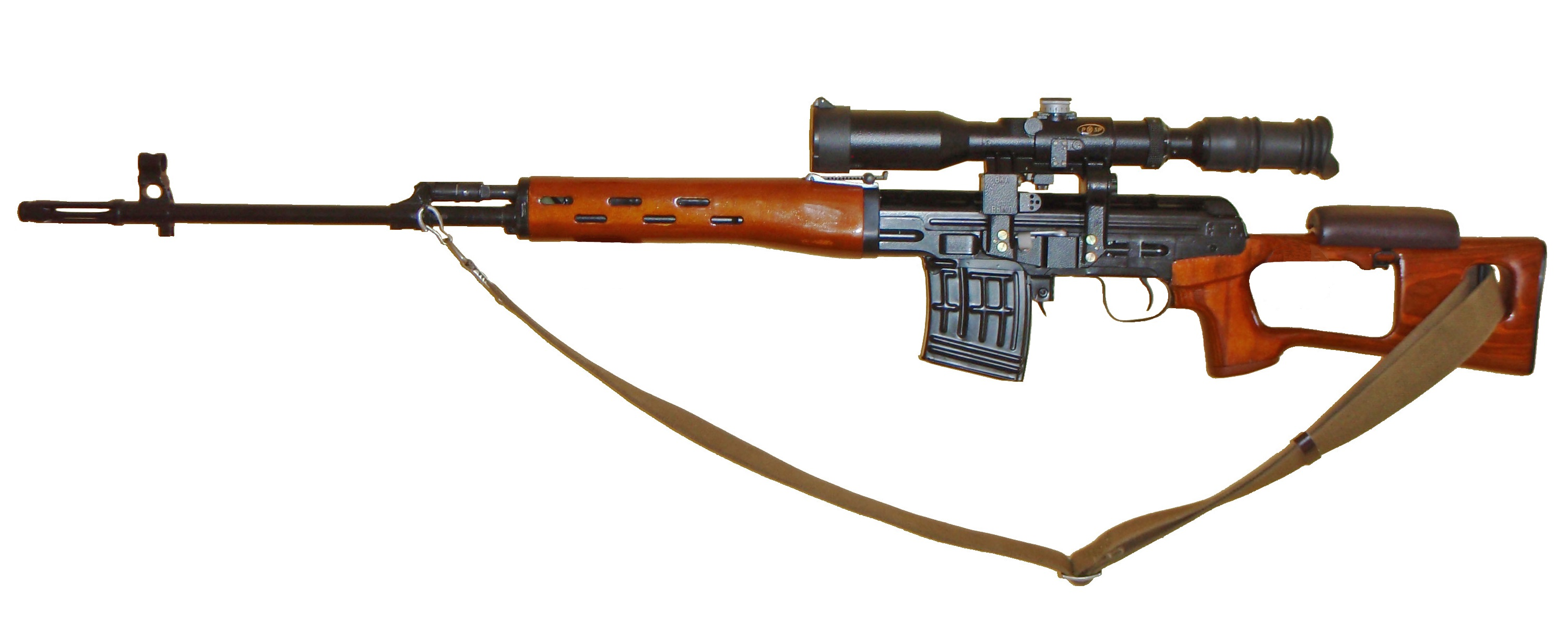
Samopowtarzalny karabin wyborowy SWD

Karabin wyborowy (karabin snajperski, karabin strzelca wyborowego, pot. snajperka) – karabin przeznaczony dla strzelca wyborowego w celu prowadzenia ognia pojedynczego na dużą odległość, z dużą precyzją, używany do likwidowania pojedynczych, istotnych dla przeciwnika celów (głównie osób), w odległości od kilkuset metrów do 2,5 km. Jest to wyselekcjonowany model broni standardowej lub konstrukcja oryginalna przeznaczona wyłącznie do tego celu. Posiada osprzęt umożliwiający precyzyjne prowadzenie ognia na znacznych (do około 1000 m) odległościach (celownik optyczny), także w nocy, z użyciem noktowizora. Broń powtarzalna lub samopowtarzalna, istnieją też modele strzelające ogniem ciągłym (HK G3SG1).
Typowy wojskowy karabin wyborowy korzysta z amunicji w kalibrze około 0,3 cala (grupa typów amunicji pełnoenergetycznych o kalibrach od 7,62 do 7,92 mm). Karabin wyborowy jest przydatny do zwalczania celów wojskowych na dystansie, na którym trafia w cel wielkości około 40 cm. Dla karabinów powtarzalnych oznacza to nawet odległości znacznie przekraczające 1000 m, dla broni samopowtarzalnej (np. SWD – karabin Dragunowa) jest to typowo 500–600 m, dla broni korzystającej z amunicji .50 BMG (nabój Browning Machine Gun, kaliber .50, czyli 12,7 × 99 mm) może to być nawet około 2 km.
W 2012 roku najdalszy dystans, z którego trafiono w człowieka strzałem snajperskim w walce, wynosił 2815 m. Strzał oddano z karabinu Barrett M82A1 strzelającego amunicją .50 BMG.
Broń tej klasy jest często spokrewniona konstrukcyjnie z karabinami precyzyjnymi używanymi w sportowej klasie otwartej, do strzelań na 300 m. We wczesnych stadiach planowego stosowania broni wyborowej, w czasie I wojny światowej, chętnie wykorzystywano do tego celu selekcjonowane egzemplarze broni standardowej lub myśliwskiej.
Osobną kategorię stanowi wyborowa broń policyjna. Praktyka działań policyjnych powoduje, że typowy dystans strzału jest stosunkowo mały – zazwyczaj poniżej 100–200 m. Zadaniem policyjnego strzelca wyborowego jest precyzyjne zabicie przestępcy, gdy ten stwarza zagrożenie dla zdrowia lub życia innych osób, unikając jednocześnie ofiar wśród osób postronnych. Względy te przemawiają za stosowaniem do zadań policyjnych przede wszystkim broni małokalibrowej. Często stosowanym kalibrem jest nabój pośredni kalibru 5,56 mm. Amunicja tego typu zapewnia dużą szybkość wylotową (ponad 900 m/s) spłaszczającą trajektorię pocisku (co znacznie ułatwia celowanie) przy dość szybkiej utracie energii przez pocisk, co czyni go stosunkowo mało szkodliwym na większych dystansach.
W roli broni snajperskiej używa się także karabinków korzystających z amunicji poddźwiękowej, zazwyczaj pistoletowej. Są one użyteczne jedynie na bardzo niewielkich dystansach, ale pozwalają na stosowanie tłumików, które znacznie wyciszają strzały.